# Usnea subeciliata
Usnea subeciliata är en lavart som först beskrevs av Motyka, och fick sitt nu gällande namn av Swinscow & Krog. Usnea subeciliata ingår i släktet Usnea och familjen Parmeliaceae.   Inga underarter finns listade i Catalogue of Life.